# Дан (Біблія)

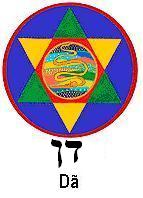
Символ племені Дана

Дан (івр. דָּן — суддя) — згідно з Книгою Буття, один із дванадцяти синів патріарха Якова. Був п'ятим сином Якова, та першим від Білги — служанки його другої дружини Рахилі (Бут. 30:1-6). Яков, благословляючи Дана та його коліно, сказав: «Дан буде судити свій народ, як один із Ізраїльських родів.» (Бут. 49:16-17) .

## Нащадки Дана
Патріарх Яків із своїм родом перебував у Ханаані аж до переселення у Єгипет в провінцію Гасем. У Єгипті вийшло від синів Якова 12 колін (племен) народу ізраїльського. Разом з Даном до Єгипту прибув також і його син Хушім (Бут. 46:23). Нащадки Дана у  Єгипті утворили Данове плем'я, яке при виході євреїв з Єгипту склало 62700 дорослих, чоловіків здатних носити зброю (Чис. 1:39). Перед переходом через  Йордан їх кількість збільшилась до 64400 чоловік (Чис. 26:42-43). Із племені Дана походить і суддя Самсон. Спочатку при завоюванні Ханаану плем'я Дана розташувалося на захід від Єрусалима в районі Яффи. Проте з часом їх не влаштував цей малий уділ і вони вирушили на північ, де  завоювали та зруйнували місто Лаїш і на його  місці збудували нове, та перейменували його у місто Дан. Плем'я Дана облаштувало у своєму місті власне святилище. Згодом, ізраїльський цар Єровоам I (930–909 до н. е.) намагався перетворити його, поряд зі святинею у Бет-Елі на альтернативу Храму Соломона. Після розділення держави Соломона, плем'я входить до складу Ізраїльського царства. Після завоювання території володінь Дана, як і всього північного царства Ізраїля царем Асирії, його сліди зникають.
Вираз «..від Дану аж до Беер-Шеви..», що згадується у Біблії вказує на всю протяжність території Ізраїлю з півночі на південь (Сд. 20:1).